# Edelia
Edelia is een monotypisch geslacht van straalvinnige vissen uit de familie van de zaagbaarzen (Percichthyidae).

## Soort
- Edelia vittata Castelnau, 1873